# Premio Andersen
Il premio Andersen è un riconoscimento italiano nel campo della letteratura per l'infanzia.

Promosso e gestito dalla rivista omonima, premia ogni anno le migliori opere, gli autori, gli illustratori, le collane per bambini e ragazzi.

## Il premio
Fondato nel 1982 da Gualtiero Schiaffino, è stato gestito e organizzato a Sestri Levante fino al 2009, mentre dal 2010 la cerimonia di premiazione si svolge a Genova. È organizzato in sezioni che corrispondono ai principali generi della letteratura per ragazzi: gli albi illustrati, la divulgazione, la narrativa suddivisa per fasce d'età (libri 0/6 anni, 6/9 anni, 9/12 anni, oltre i 12 anni, oltre i 15 anni). Dal 2014 vengono assegnati i premi al miglior libro a fumetti e alla migliore creazione digitale. Le terne dei finalisti per ogni sezione vengono scelte tra le opere dell'annata editoriale, dalla redazione Andersen e da altri esperti del settore; tra questi titoli, la giuria (composta dalla direzione della rivista, i fondatori della Libreria per ragazzi e un docente di Letteratura per l'infanzia) sceglie i vincitori per ogni categoria. Gli autori e gli illustratori vengono premiati, invece, per la loro produzione complessiva.
Al termine della cerimonia di premiazione, i libri vincitori di ogni sezione concorrono al Super Premio Andersen - Il Libro dell'Anno. Questo ulteriore riconoscimento viene assegnato da un'ampia giuria di addetti ai lavori (nel 2014 sono stati un centinaio tra librai, studiosi del settore, bibliotecari e giornalisti) ed è dedicato alla memoria di Gualtiero Schiaffino, fondatore sia della rivista che del premio.
Due ulteriori riconoscimenti sono stati istituiti per premiare le realtà - enti locali, biblioteche, librerie, associazioni culturali - che promuovono la lettura tra le giovani generazioni (Premio ai protagonisti della cultura per l'infanzia) e la migliore libreria per ragazzi dell'anno. Quest'ultimo premio, intitolato alla memoria di Roberto Denti e assegnato per la prima volta nel 2014, è stato promosso dall'Associazione Italiana Editori e da Andersen per ricordare il fondatore della storica Libreria dei Ragazzi di Milano, da sempre membro della giuria insieme alla moglie Gianna Vitali. Dal 2016, anno della scomparsa di Gianna Vitali, il Premio Gianna e Roberto Denti è dedicato alla memoria di entrambi.
Il premio italiano non va confuso con altri del settore intitolati all'autore danese, come il prestigioso premio internazionale Hans Christian Andersen.

## I vincitori

### Vincitori 2025[7]
- Miglior libro 0/3 anni: Il piccolo fienile rosso di Kim Crumrine, Minibombo
- Miglior libro 3/6 anni: Se fossi Ugo di Sergio Olivotti e Giulia Pastorino, Corraini
- Miglior libro 6/9 anni: Niente draghi per Celeste! di Nikolaus Heidelbach e Ole Könnecke, (trad. it. di Chiara Belliti), Beisler
- Miglior libro 9/12 anni: Martin lo scheletro di Triinu Laan, ill. di Marja-Liisa Plats, (trad. it. di Daniele Monticelli), Sinnos
- Miglior libro oltre i 12 anni: Luvi di Stefan Boonen, ill. di Dieter De Schutter, (trad. it. di Laura Pignatti), Mondadori
- Miglior libro oltre i 15 anni: Le degenerate di J. Albert Mann, (trad. it. di Giuseppe Iacobaci), Uovonero
- Miglior libro di divulgazione: Osserva smonta ricicla di Roberta Barzaghi, Emanuele Breveglieri e Giulia Bernardelli, Topipittori
- Miglior libro fatto ad arte: Notte magica di Sarah Cheveau, (trad. it. di Camilla Diez), Fatatrac
- Miglior albo illustrato: Grazie di Icinori, (trad. it. di Paolo Cesari), Orecchio Acerbo
- Miglior libro senza parole: Ö di Guridi, Kite
- Miglior libro a fumetti: I sette fratelli Cervi di Federico Attardo, BeccoGiallo
- Miglior libro mai premiato: Tillerman di Cynthia Voigt, (trad. it. di Marina Migliavacca), Il Barbagianni
- Protagonisti della cultura per l’infanzia: Paolo Cesari
- Premio STRADE “Flora Bonetti”: Il lupo di Saša Stanišic, ill. di Regina Kehn, (trad. it. di Claudia Valentini), Iperborea
- Miglior progetto editoriale: Locomoctavia Audiolibri
- Miglior scrittore:  Davide Calì
- Miglior illustratrice: Mara Cerri
- Premio speciale della giuria: Brevi lezioni di meraviglia di Rachel Carson, ill. di Elisa Talentino, (trad. it. di Miriam Falconetti), Aboca
- Premio Gianna e Roberto Denti: Libreria Il mosaico, Imola

- Superpremio Andersen Gualtiero Schiaffino: Se fossi Ugo di Sergio Olivotti e Giulia Pastorino, Corraini

### Vincitori 2024[8]
- Miglior libro 0/3 anni: Merlino dove vai? di Eva Rasano, Pulce
- Miglior libro 3/6 anni: Agrifoglio di Matthew Cordell (trad. it. di Maria Pia Secciani), Clichy
- Miglior libro 6/9 anni: Misha. Io, i miei tre fratelli e un coniglio di Edward Van de Vendel e Anoush Elman (trad. it. di Laura Pignatti), Sinnos
- Miglior libro 9/12 anni: Lo strambo trasloco della magione Miller di Dave Eggers (trad. it. di Giulia Rizzo), L’ippocampo
- Miglior libro oltre i 12 anni: Grande, bro! di Jenny Jägerfeld (trad. it. di Laura Cangemi), Iperborea
- Miglior libro oltre i 15 anni: Testa di ferro di Jean-Claude van Rijckeghem (trad. it. di Olga Amagliani), Camelozampa
- Miglior libro di divulgazione: La camera buisssima di Elisa Lauzana e Irene Lazzarin, Quinto Quarto
- Miglior libro fatto ad arte: Viaggio d’inverno di Anne Brouillard, Orecchio Acerbo
- Miglior albo illustrato: La cosa nera di Kiyo Tanaka (trad. it. a cura della redazione della rivista Andersen), Topipittori
- Miglior libro senza parole: Kintsugi di Issa Watanabe, Logos
- Miglior libro a fumetti: Khat. Storia di un rifugiato di Ximo Abadía (trad. it. di Loredana Serratore), Il Gatto Verde
- Miglior libro mai premiato: Fammi una domanda! di Antje Damm (trad. it. di Francesca Pamina Ros), Il Leone Verde
- Miglior collana di narrativa: Occhiaperti, Pelledoca Editore
- Miglior progetto editoriale:
- Miglior illustratrice: Isabella Labate[9]
- Miglior scrittore: Luca Tortolini
- Premio speciale della giuria: Eravamo il suono di Matteo Corradini, Lapis
- Protagonisti della cultura per l’infanzia: Paola Pallottino
- Premio Gianna e Roberto Denti: Libreria Farfilò di Verona[10]

### Vincitori 2023[11]
- Miglior libro 0/6 anni: Tutti lo hanno visto! di Margaret Wise Brown (trad. a cura della redazione), Orecchio Acerbo
- Miglior libro 6/9 anni: Jole di Silvia Vecchini, Topipittori
- Miglior libro 9/12 anni: Hodder e la fata di poche parole di Bjarne Reuter (trad. it. di Eva Valvo), Iperborea
- Miglior libro oltre i 12 anni: La strada ti chiama di Francesca Bonafini, Sinnos
- Miglior libro oltre i 15 anni: Il centro del mondo di Andreas Steinhöfel (trad. it. di Angela Ricci), La Nuova Frontiera
- Miglior libro di divulgazione: Unico nel suo genere di Neil Packer (trad. it. di Sara Saorin), Camelozampa
- Miglior libro fatto ad arte: Diario di un’esplorazione fuori dalla tana. Appunti e scoperte di Edmond il Coniglio di Thierry Dedieu (trad. it. di Jacopo Norcini Pala), Franco Cosimo Panini
- Miglior albo illustrato: Le caramelle magiche di Baek Hee-na (trad. it. di Dalila Immacolata Bruno), Terre di Mezzo
- Miglior libro senza parole: Sdeng bum splash! Il grande libro dei rumori di Benjamin Gottwald, Terre di Mezzo
- Miglior libro a fumetti: Caterina e i capellosi di Alessandro Tota, Canicola
- Miglior libro mai premiato: A letto, bambini! di Sylvia Plath (trad. it. di Bianca Pitzorno), Mondadori
- Miglior collana di narrativa: I gabbiani, Edizioni Primavera
- Miglior progetto editoriale: Wonder Ponder, Logos edizioni
- Miglior illustratrice: Claudia Palmarucci
- Miglior scrittore: Francesco D'Adamo
- Premio speciale della giuria:
- Protagonisti della cultura per l’infanzia: Sergio Ruzzier[12]
- Premio Gianna e Roberto Denti: Libreria Centostorie di Roma[13]

### Vincitori 2022[14]
- Miglior libro 0/6 anni: Il mondo a testa in giù di Mario Ramos (trad. it. di Tanguy Babled), Babalibri
- Miglior libro 6/9 anni: Ellen e il leone di Crockett Johnson (trad. it. di Sara Saorin), Camelozampa
- Miglior libro 9/12 anni: Il segreto di Nadia Terranova, Mondadori
- Miglior libro oltre i 12 anni: Tutto daccapo di A-Dziko Simba Gegele (trad. it. di Raffaella Belletti), Atmosphere Libri
- Miglior libro oltre i 15 anni: La guerra delle farfalle di Hilary McKay (trad. it. di Roberto Serrai), Giunti
- Miglior libro di divulgazione: Nord di Marieke Ten Berge e Jesse Goossens (trad. it. di Floor Robert), Clichy
- Miglior libro fatto ad arte: Il nastro di Adrien Parlange, Fatatrac
- Miglior albo illustrato: Io parlo come un fiume di Jordan Scott (ill. Sydney Smith), Orecchio Acerbo
- Miglior libro senza parole: Riflettiamoci di Gek Tessaro, Carthusia
- Miglior libro a fumetti: Mule Boy e il Troll dal cuore strappato di Øyvind Torseter (trad. it. di Alice Tonzig), Beisler
- Miglior libro mai premiato: Rapimento in biblioteca di Margaret Mahy (trad. it. di Marina Vaggi), Interlinea
- Miglior collana di narrativa: "Pulci nell’orecchio" a cura di Fabian Negrin, Orecchio Acerbo
- Premio speciale della giuria: Ho visto un bellissimo picchio di Michal Skibinski (trad. it. di Silvia Mercurio), Einaudi Ragazzi
- Miglior illustratrice: Mariachiara Di Giorgio
- Miglior scrittrice: Sabrina Giarratana
- Protagonisti della cultura per l’infanzia: Federica Buglioni
- Premio Gianna e Roberto Denti: Libreria Farollo e Falpalà di Firenze[15]

### Vincitori 2021[16]
- Miglior libro 0/6 anni: Io sono foglia di Angelo Mozzillo, Bacchilega Junior
- Miglior libro 6/9 anni: Murdo di Alex Cousseau (trad. it. di Simone Barillari), L’ippocampo Ragazzi
- Miglior libro 9/12 anni:  I tre funerali del mio cane di Guillaume Guéraud (trad. it. di Flavio Sorrentino), Biancoenero
- Miglior libro oltre i 12 anni: La scimmia dell’assassino di Jakob Wegelius (trad. it. di Laura Cangemi), Iperborea
- Miglior libro oltre i 15 anni: Senza una buona ragione di Benedetta Bonfiglioli, Pelledoca
- Miglior libro di divulgazione: Il Gallinario di Barbara Sandri e Francesco Giubbilini, Quinto Quarto
- Miglior libro fatto ad arte: Occhio ladro di Chiara Carminati e Massimiliano Tappari, Lapis
- Miglior albo illustrato: François Truffaut. Il bambino che amava il cinema di Luca Tortolini, Kite
- Miglior libro senza parole: Fiori di città di JonArno Lawson, Pulce
- Miglior libro a fumetti: Girotondo di Sergio Rossi, ill. Agnese Innocente, Il Castoro
- Miglior libro mai premiato: Il ragazzo del fiume di Tim Bowler (trad. it. di Carola Proto), Mondadori
- Miglior collana di narrativa: "Pulci nell’orecchio" a cura di Fabian Negrin, Orecchio Acerbo
- Premio speciale della giuria: Bella Ciao. Il canto della resistenza illustrato da Lorena Canottiere, Einaudi Ragazzi e La Divina Commedia. Inferno, un pop up di Massimo Missiroli e Paolo Rambelli
- Miglior illustratrice: Daniela Iride Murgia
- Migliore scrittrice: Cristina Bellemo
- Protagonisti della cultura per l’infanzia: PInAC (Pinacoteca internazionale dell'età evolutiva Aldo Cibaldi) e Mauro Bellei
- Premio Gianna e Roberto Denti: Libreria Dudi di Palermo

### Vincitori 2020[17]
- Miglior libro 0/6 anni: Desperado, di Ole Könnecke (trad. it. di Chiara Belliti), Beisler
- Miglior libro 6/9 anni: La buca, di Emma Adbåge (trad. it. di Samanta K. Milton Knowles), Camelozampa
- Miglior libro 9/12 anni: Le parole di mio padre, di Patricia MacLachlan (trad. it. di Stefania Di Mella), HarperCollins
- Miglior libro oltre i 12 anni: Nella bocca del lupo, di Michael Morpurgo (trad. it. di Bérénice Capatti), Rizzoli
- Miglior libro oltre i 15 anni: Alla fine del mondo, di Geraldine McCaughrean (trad. it. di Anna Rusconi), Mondadori
- Miglior libro di divulgazione: Che cos’è un fiume?, di Monika Vaicenaviciené, Topipittori
- Miglior libro fatto ad arte: Nello spazio di uno sguardo, di Tom Haugomat, Terre di mezzo
- Miglior albo illustrato: Tutto cambia, di Anthony Browne, Orecchio Acerbo
- Miglior libro senza parole: L’isola, di Mark Janssen, Lemniscaat
- Miglior libro a fumetti: Nera. La vita dimenticata di Claudette Colvin da Tania de Montaigne, di Émilie Plateau (trad. it. di Silvia Mercurio), Einaudi ragazzi
- Miglior libro mai premiato: John della notte, di Gary Paulsen (trad. it. di Manuela Salvi), Equilibri
- Miglior collana di narrativa: “Giralangolo – Narrativa”, Giralangolo
- Premio speciale della giuria:
- Miglior illustratore: Felicita Sala
- Miglior scrittore: Nicola Cinquetti
- Miglior progetto editoriale: MinaLima Classics, Ippocampo
- Protagonisti della cultura per l’infanzia: MUSLI – Museo della Scuola e del Libro per l’Infanzia / Fondazione Tancredi di Barolo, Torino
- Premio Gianna e Roberto Denti: Libreria Pel di carota di Padova

### Vincitori 2019[18]
- Miglior libro 0/6 anni: Il più folle e divertente libro illustrato del mondo di Otto, di Tom Schamp (trad. it. di Paola Cantatore), Franco Cosimo Panini
- Miglior libro 6/9 anni: Miss Rumphius, di Barbara Cooney (trad. it. di Flavia Piccinni), Atlantide
- Miglior libro 9/12 anni: Ali nere, di Alberto Melis, Notes
- Miglior libro oltre i 12 anni: Ghost, di Jason Reynolds (trad. it. di Francesco Gulizia), Rizzoli
- Miglior libro oltre i 15 anni: A sud dell’Alameda, di Lola Larra e Vincente Reinamontes (trad. it. di Rocco D’Alessandro), Edicola
- Miglior libro di divulgazione: Forte, piano, in un sussurro, di Romana Romanyshyn e Andriy Lesiv (trad. it. di Valentina Daniele per Contextus s.r.l.), Jaca Book
- Miglior libro fatto ad arte: Cappuccetto Rosso. Una fiaba in pittogrammi, di Sandro Natalini, Giralangolo
- Miglior albo illustrato: La diga, di David Almond, ill. di Levi Pinfold (trad. it. di Damiano Abeni), Orecchio Acerbo
- Miglior libro senza parole: Clown, di Quentin Blake, Camelozampa
- Miglior libro a fumetti: Piccolo Vampiro vol. 1, di Joann Sfar (trad. it. di Francesca Del Moro), #logosedizioni
- Miglior libro mai premiato: Viaggio incantato, di Mitsumasa Anno (trad. it. di Elisabetta Scantaburlo), Babalibri
- Miglior collana di narrativa: “Miniborei”, Iperborea
- Premio speciale della giuria: Noi siamo tempesta, di Michela Murgia, disegni di The World of Dot, con un fumetto di Paolo Bacilieri, Salani / Le amiche che vorresti e dove trovarle, di Beatrice Masini e Fabian Negrin, Giunti
- Miglior illustratore: Marco Somà
- Protagonisti della cultura per l’infanzia: Bernand Friot / Atlante dell’infanzia a rischio (2010-2019) di Save the Children / Progetto Gutenberg, sezione ragazzi, Associazione Gutenberg Calabria
- Premio Gianna e Roberto Denti: Libreria La casa sull’albero di Arezzo

### Vincitori 2018[19]
- Miglior libro 0/6 anni: Passo davanti, di Nadine Brun-Cosme e Olivier Tallec (trad. it. di Marie-Josè D’Alessandro), Coccole Books;
- Miglior libro 6/9 anni: Sai fischiare Johanna?, di Ulf Stark, ill. di Olof Ladström (trad. it. di Laura Cangemi), Iperborea;
- Miglior libro 9/12 anni: Victoria sogna, di Timothée de Fombelle, ill. di Mariachiara Di Giorgio (trad. it. di Maria Bastanzetti), Terre di Mezzo;
- Miglior libro oltre i 12 anni: Lost & Found, di Brigit Young (trad. it. di Alessandro Peroni), Feltrinelli up;
- Miglior libro oltre i 15 anni: L’isola del muto, di Guido Sgardoli, San Paolo;
- Miglior libro di divulgazione: Guarda! La fotografia spiegata ai ragazzi, di Joel Meyerowitz (trad. it. di Valentina De Rossi), Contrasto;
- Miglior libro fatto ad arte: Colorama. Il mio campionario cromatico, di Cruschiform (trad. it. di Jacopo Pes), L’ippocampo;
- Miglior albo illustrato: ’45, di Maurizio A.C. Quarello, Orecchio Acerbo;
- Miglior libro senza parole: Professione coccodrillo, di Giovanna Zoboli e Mariachiara Di Giorgio, Topipittori;
- Miglior libro mai premiato: Un giorno nella vita di Dorotea Sgrunf, di Tatjana Hauptmann, LupoGuido;
- Miglior libro a fumetti: La guerra di Catherine, di Julia Billet, ill. di Claire Fauvel (trad. it. di Elena Orlandi), Mondadori;
- Premio speciale della giuria e Superpremio Andersen Gualtiero Schiaffino 2018: Il buon viaggio, di Beatrice Masini, ill. di Gianni de Conno, Carthusia;
- Miglior collana di divulgazione: “Donne nella scienza”, Editoriale Scienza;
- Miglior collana di narrativa: “Rivoluzioni”, a cura di Teresa Porcella, Libri Volanti;
- Miglior progetto sul digitale: Mamamò;
- Miglior scrittrice Susanna Mattiangeli;
- Miglior illustratrice: Arianna Papini;
- Protagonisti della cultura per l’infanzia Matteo Corradini;
- Premio alla Biblioteca dell’anno per ragazzi: NelFrattempo Punto Prestito e Sala Studio della Biblioteca comunale di Città di Castello;
- Premio Gianna e Roberto Denti alla Libreria dell’anno per ragazzi promosso da Gruppo Editori Ragazzi di AIE e Andersen: libreria Miranfù di Trani (BT).

### Vincitori 2017[20]
- Miglior illustratore: Sonia Maria Luce Possentini;
- Premio speciale della Giuria: Mino Milani;
- Premio speciale della Giuria: Attilio;
- Miglior libro 0/6 anni: Il pinguino che aveva freddo, Philip Giordano, Lapis;
- Miglior libro 6/9 anni: La zuppa dell’orco, Vincent Cuvellier, ill. di Andrea Antinori, Biancoenero;
- Miglior libro 9/12 anni: La ragazza dei lupi, Katherine Rundell, Rizzoli;
- Miglior libro oltre i 12 anni: Il rinomato catalogo Walker & Dawn, Davide Morosinotto, Mondadori;
- Miglior libro oltre i 15 anni: Il sole fra le dita, Gabriele Clima, San Paolo;
- Miglior libro di divulgazione: Mr. Gershwin, Susie Morgenstern, ill. di Sébastien Mourrain, Curci;
- Miglior libro fatto ad arte: La volpe e la stella, Coralie Bickford-Smith, Salani;
- Miglior albo illustrato: Zagazoo, Quentin Blake, Camelozampa;
- Miglior libro mai premiato: Martedì, David Wiesner, Orecchio Acerbo;
- Miglior libro a fumetti: La compagnia dei soli, Patrizia Rinaldi e Marco Paci, Sinnos;
- Miglior progetto di divulgazione: “PIPPO – Piccola Pinacoteca Portatile” e “PINO – Piccoli Naturalisti Osservatori”, Topipittori;
- Miglior collana di narrativa: Lilliput (Gallucci Editore);
- Miglior creazione digitale: Il Signor G., Gustavo Roldán, ideazione e direzione artistica di Giusi Cataldo e traduzione di Alessio Di Renzo, Cooperativa Il treno;
- Protagonisti della cultura per l’infanzia: Francesco Tonucci;
- Premio “Gianna e Roberto Denti”: libreria Baobab.

### Vincitori 2016
- Miglior scrittore - Patrizia Rinaldi
- Miglior illustratore - Simona Mulazzani
- Miglior libro 0/6 anni - Linda Sarah – illustrazioni di Benji Davies – traduzione di Anselmo Roveda, Sulla collina, EDT – Giralangolo
- Miglior libro 6/9 anni - Astrid Lindgren – ill. di Beatrice Alemagna – traduzione di Laura Cangemi, Lotta Combinaguai, Mondadori
- Miglior libro 9-12 anni - Michelle Cuevas – traduzione di Giuseppe Iacobaci, Le avventure di Jacques Papier, De Agostini
- Miglior libro oltre i 12 anni - Sharon M. Draper – traduzione di Alessandro Peroni, Melody, Feltrinelli
- Miglior libro oltre i 15 anni - Christophe Léon – traduzione di Federico Appel, Reato di fuga, Sinnos
- Miglior libro di divulgazione - Nicola Davies – ill. di Emily Sutton traduzione di Beatrice Masini, Mini, Editoriale Scienza
- Miglior libro fatto ad arte - Cinzia Ghigliano, Lei. Vivian Maier, Orecchio Acerbo editore
- Miglior albo illustrato - Gilles Bachelet – traduzione di Rosa Vanina Pavone, Il Cavaliere Panciaterra, Il Castoro
- Miglior libro mai premiato - Mercer Mayer – traduzione di Gabriella Manna, Una strana creatura nel mio armadio, Kalandraka
- Miglior libro a fumetti - Joris Chamblain – Aurélie Neyret, I diari di Cerise. 1. Lo zoo di pietra, Panini Comics
- Miglior progetto editoriale - Collana “Jeunesse ottopiù”, RueBallu Edizioni
- Miglior creazione digitale - Salis e l'Equilibrio dei Regni di Daniela Morelli – Paolo D'Altan – Laura Rota – Rebelòt
- Premio speciale della giuria - Un chilo di piume un chilo di piombo di Donatella Ziliotto – ill. di Grazia Nidasio Edizioni Lapis

I riconoscimenti ai protagonisti della cultura per l'infanzia vanno a Massimiliano Tappari, fotografo, poeta, autore, Elia Zardo, insegnante, educatrice alla lettura e presidente de La Scuola Del Fare, le bibliotecarie e i bibliotecari tenaci.

### Vincitori 2015
- Miglior scrittore - Vanna Cercenà
- Miglior illustratore - Anna e Elena Balbusso
- Miglior libro 0/6 anni - Piccolo elefante cresce di Sesyle Joslin, illustrazioni di Leonard Weisgard, Orecchio Acerbo editore.
- Miglior libro 6/9 anni - La città che sussurrò di Jennifer Elvgren, illustrazioni di Fabio Santomauro, La Giuntina editore.
- Miglior libro 9/12 anni - Cuori di waffel di Maria Parr, illustrazioni di Bo Gaustad, Beisler editore. (vincitore del Super Premio Andersen 2015)
- Miglior libro oltre i 12 anni - Il mondo fino a 7 di Holly Goldberg Sloan, Mondadori editore.
- Miglior libro oltre i 15 anni - Se tu fossi qui di Davide Rondoni, Edizioni San Paolo.
- Miglior libro di divulgazione - Professor Astro Gatto e le frontiere dello spazio di Dominic Walliman – illustrazioni di Ben Newman, Bao Publishing.
- Miglior libro fatto ad arte - Io sono così di Fulvia Degl'Innocenti, illustrazioni di Antonio Ferrara, Settenove editore.
- Miglior albo illustrato - Oh, i colori! di Jorge Lujan, illustrazioni di Piet Grobler, Lapis editore.
- Miglior libro a fumetti - Ferriera di Pia Valentinis, Coconino editore.
- Miglior libro mai premiato - L'albero di Shel Silverstein, Salani editore.
- Miglior progetto editoriale - Collana Il suono della conchiglia, curata da Teresa Porcella, Motta Junior editore.
- Migliori creazioni digitali - Elastico
- Premio speciale della giuria - Fuori fuoco di Chiara Carminati, Bompiani editore; Il giorno degli eroi di Guido Sgardoli, Rizzoli editore; La piccola grande guerra di Sebastiano Ruiz Mignone, illustrazioni di David Pintor, Lapis editore.

Per la promozione della lettura, i riconoscimenti vanno alla Biblioteca civica Ceretti di Verbania e al Sistema Bibliotecario Provinciale del Verbano Cusio Ossola, mentre Il Premio Roberto Denti 2015 va a Il libro con gli stivali, libreria di Mestre.

### Vincitori 2014
- Miglior scrittore - Fabrizio Silei
- Miglior illustratrice - Desideria Guicciardini
- Miglior libro 0/6 anni - Una canzone da orsi di Benjamin Chaud, Franco Cosimo Panini
- Miglior libro 6/9 anni - Perché il cane ha il naso bagnato? di Kenneth Steven e Øyvind Torseter, Electa Kids
- Miglior libro 9/12 anni - La signorina Euforbia di Luigi Ballerini, Edizioni San Paolo
- Miglior libro oltre i 12 anni - Il pianeta di Standish di Sally Gardner, Feltrinelli Kids
- Miglior libro oltre i 15 anni - Una sottile linea rosa di Annalisa Strada, Giunti
- Miglior libro di divulgazione - Andirivieni di Isabel Minhós Martins – ill. Bernardo Carvalho, La Nuova Frontiera Junior
- Miglior libro fatto ad arte - Libertà di Paul Éluard - versione ital. di Franco Fortini, realizzato da Anouck Boisrobert e Louis Rigaud, Gallucci.
- Miglior albo illustrato - Fiume Lento di Alessandro Sanna, Rizzoli (vincitore del Super Premio Andersen 2014)
- Miglior libro a fumetti - Cattive ragazze di Assia Petricelli e Sergio Riccardi, Sinnos
- Migliore creazione digitale - Il libro bianco, Minibombo
- Menzione speciale al progetto editoriale - I Quaderni quadroni di Rrose Sélavy editore
- Premio speciale della giuria - Donzelli editore per la pubblicazione dell'opera di Giuseppe Pitrè 300 fiabe, novelle e racconti siciliani

Sul fronte della promozione della lettura, i riconoscimenti vanno alla Biblioteca di Rozzano (MI) e alla piattaforma web Radio Magica, mentre la Cuccumeo di Firenze ha vinto la prima edizione del premio intitolato a Roberto Denti per la migliore libreria per ragazzi dell'anno.

### Vincitori 2013
- Miglior autrice completa - Emanuela Bussolati
- Miglior illustratrice - Lucia Scuderi
- Miglior libro 0/6 anni - Oh-Oh! di Chris Haughton, Edizioni Lapis.
- Miglior libro 6/9 anni - Nel bosco della Baba Jaga. Fiabe dalla Russia, progetto a cura di Monica Monachesi, testi di Luigi Dal Cin, Franco Cosimo Panini editore.
- Miglior libro 9/12 anni - La meravigliosa macchina di Pietro Corvo di Guido Quarzo, Salani Editore.
- Miglior libro oltre i 12 anni - L'indimenticabile estate di Abilene Tucker di Clare Vanderpool, EDT - Giralangolo editore.
- Miglior libro oltre i 15 anni - Quindici giorni senza testa di Dave Cousins, Edizioni San Paolo.
- Miglior libro di divulgazione - Mappe di Aleksandra Mizielinska e Daniel Mizielinski, Electa Kids.
- Miglior libro fatto ad arte - A che pensi? di Laurent Moreau, Orecchio Acerbo Editore.
- Miglior albo illustrato - Nonno Verde di Lane Smith, Rizzoli.
- Miglior traduzione - Rico, Oscar e il Ladro Ombra, di Andreas Steinhöfel, illustrazioni di Peter Schössow, traduzione di Chiara Belliti, Beisler editore.
- Miglior libro mai premiato - A caccia dell'orso di Michael Rosen, illustrazioni di Helen Oxenbury, Mondadori.
- Premio speciale della giuria - Le cronache di Harris Burdick, racconti di autori vari illustrati da Chris Van Allsburg, Il Castoro editore.
- Miglior collana di narrativa - Collana Freeway, curata da Alice Fornasetti, Edizioni Piemme.
- Miglior collana di divulgazione - Collana Teste toste di Federico Taddia, Editoriale Scienza.

### Vincitori 2012
- Miglior scrittore - Chiara Carminati
- Miglior illustratore - Maurizio Quarello
- Miglior libro 0/6 anni - Piccolo uovo di Francesca Pardi illustrazioni di Altan, Lo Stampatello editore.
- Miglior libro 6/9 anni - L'estate di Garmann di Stian Hole traduzione di Bruno Berni, Donzelli editore.
- Miglior libro 9/12 anni - Il bambino di vetro di Fabrizio Silei, illustrazioni di Marco Somà, Einaudi Ragazzi.
- Miglior libro oltre i 12 anni - Il mistero del London Eye di Siobhan Dowd, traduzione di Sante Bandirali, prefazione di Simonetta Agnello Hornby, Uovonero editore.
- Miglior libro oltre i 15 anni - Ero cattivo di Antonio Ferrara, Edizioni San Paolo.
- Miglior libro di divulgazione - Raccontare gli alberi di Pia Valentinis e Mauro Evangelista, Rizzoli. (vincitore del Super Premio Andersen 2012)
- Miglior libro fatto ad arte - Cosa non va in questo libro di Richard McGuire, Corraini editore.
- Miglior albo illustrato - Il cuore di Chisciotte di Gek Tessaro, Carthusia editore.
- Miglior libro mai premiato - Chi è il più buffo? di André François traduzione di Federica Rocca, Babalibri editore.
- Miglior progetto editoriale - Le mille e una mappa un progetto di Luisella Arzani, EDT Giralangolo editore.

### Vincitori 2011
- Miglior libro 0-6 anni - Oh oh di Sophie Fatus, Emme Edizioni
- Miglior libro 6-9 anni - Fortunatamente di Remy Charlip, Orecchio Acerbo
- Miglior libro 9-12 anni - L'arca parte alle otto di Ulrich Hub, traduzione di Bérénice Capatti, Rizzoli
- Miglior libro oltre i 12 anni - Io dentro gli spari di Silvana Gandolfi, Salani Editore
- Miglior libro fatto ad arte - Un libro di Hervé Tullet, Franco Cosimo Panini
- Miglior albo illustrato - In riva al fiume di Charles Darwin, illustrato da Fabian Negrin, Gallucci
- Miglior libro mai premiato - La conferenza degli animali di Erich Kästner, Piemme
- Miglior libro di divulgazione - Visto, si stampi. Viaggio nel mondo dell'informazione. Come nasce un quotidiano di Nicoletta Martinelli e Rossana Sisti, Edizioni San Paolo
- Premio speciale della giuria - Rime di rabbia di Bruno Tognolini, Salani Editore
- Miglior collana di narrativa - Fiabe e storie di Donzelli Editore
- Miglior progetto editoriale - Prìncipi & Principi
- Miglior illustratore - Paolo D'Altan
- Miglior autore completo - Andrea Valente
- Personaggio dell'anno - La Schiappa di Jeff Kinney

### Vincitori 2010
- Premio speciale della giuria - Come insegnare a mamma e a papà ad amare i libri per bambini di Alain Serres
- Miglior scrittore - Anna Vivarelli
- Miglior illustratore - Beatrice Alemagna
- Miglior autore completo - Gek Tessaro
- Miglior personaggio dell'anno - Giulio Coniglio di Nicoletta Costa
- Miglior libro 0-6 anni - Tararì tararera… di Emanuela Bussolati, Carthusia
- Miglior libro 6-9 anni - Natale bianco Natale nero di Béatrice Fontanel e Tom Schamp, Jaca Book
- Miglior libro 9-12 anni - L'asinello d'argento di Sonya Hartnett, Rizzoli
- Miglior libro oltre i 12 anni - Il libro di tutte le cose di Guus Kuijer, Salani Editore
- Miglior albo illustrato - Hänsel e Gretel dei Fratelli Grimm, ill. Lorenzo Mattotti, Orecchio Acerbo
- Miglior libro di divulgazione - Il libro delle Terre immaginate di Guillaume Duprat, L'Ippocampo
- Miglior libro fatto ad arte - Biancaneve, una fiaba pop-up teatrale di Jane Ray, Il Castoro
- Miglior libro "Mai premiato" - C'era una volta un topo chiuso in un libro di Monique Felix, Emme Edizioni
- Miglior progetto editoriale - ZEROTRE di Emanuela Bussolati e Antonella Vincenzi
- Miglior collana di divulgazione - La saggistica narrata di Feltrinelli Kids
- Miglior collana di narrativa - Gli anni in tasca di Topipittori

### Vincitori 2009
- Miglior scrittore - Guido Sgardoli
- Miglior illustratore - Alessandro Sanna
- Miglior libro 0-6 anni - Un giardino sotto terra di Jo Seonkyeong, Jaca Book
- Miglior libro 6-9 anni - Il Ventre della Cosa di Hubert Ben Kemoun, Kite
- Miglior libro 9-12 anni - Il mio mondo a testa in giù di Bernard Friot, Il Castoro
- Miglior libro oltre i 12 anni - Le lacrime dell'assassino di Anne-Laure Bondoux, Edizioni San Paolo
- Miglior albo illustrato - Cappuccetto rosso di Kveta Pacovska, Nord-Sud
- Miglior libro di divulgazione - Il mio giornale di Fabio Galati e Laura Montanar, Lapis
- Miglior libro fatto ad arte - ABC3D di Marion Bataille, Corraini
- Miglior libro "Mai premiato" - Il piccolo Nicolas di René Goscinny e Jean-Jacques Sempé, Donzelli Editore
- Miglior progetto editoriale - ZEROTRE di Emanuela Bussolati e Antonella Vincenzi
- Miglior collana di divulgazione - Scienza Snack di Delphine Grinberg

### Vincitori 2008
- Miglior scrittore - Luisa Mattia
- Miglior illustratore - Mauro Evangelista
- Miglior libro 0-6 anni - Al supermercato degli animali di Giovanna Zoboli e Simona Mulazzani
- Miglior libro 6-9 anni - Le favole della Maria di Antonio Moresco
- Miglior libro 9-12 anni - I ragni mi fanno paura di K.L. Going
- Miglior libro oltre i 12 anni - La straordinaria invenzione di Hugo Cabret di Brian Selznick (vincitore del Super Premio Andersen 2008)
- Miglior albo illustrato - Ritratti famosi di comuni animali di Svjetlan Junakovic
- Miglior libro di divulgazione - Yves Coppens racconta le origini dell'uomo di Yves Coppens e Soizik Moreau, illustrazioni di Sacha Geppner
- Miglior libro fatto ad arte - Il libro rosso di Barbara Lehman
- Miglior libro "Mai premiato" - + e - di Giovanni Belgrano e Bruno Munari
- Premio speciale della giuria - Donatella Ziliotto
- Miglior collana di narrativa - Oltre Rizzoli editore
- Miglior collana di divulgazione - Paesi e popoli del mondo, EDT - Giralangolo

### Vincitori 2007
- Miglior scrittore - Bruno Tognolini
- Miglior illustratore - AntonGionata Ferrari
- Miglior libro 0-6 anni - Due scimmie in cucina di Giovanna Zoboli e Guido Scarabottolo
- Miglior libro 6-9 anni - Il gatto Venerdì di Jutta Richter
- Miglior libro 9-12 anni - Tobia di Timothée de Fombelle
- Miglior libro oltre i 12 anni - La tigre in vetrina di Alki Zei
- Miglior albo illustrato - 365 pinguini di Jean-Luc Fromental
- Miglior libro di divulgazione - In viaggio con Darwin di Luca Novelli
- Miglior libro fatto ad arte - I promessi sposi di Alessandro Manzoni nei disegni di Federico Maggioni
- Miglior libro "Mai premiato" - Il piccolo re dei fiori di Kveta Pacovska
- Premio speciale della giuria - La riparazione del nonno di Stefano Benni
- Miglior collana di narrativa - Gli albi illustrati di Gianni Rodari, Emme Edizioni
- Miglior collana di divulgazione - L'uomo e le sue costruzioni, Nuove Edizioni Romane
- Premio al progetto editoriale e culturale - Sinnos Editrice
- Riconoscimento speciale nella promozione della lettura e della cultura tra i bambini e i ragazzi - Ottobre piovono libri, programma del Ministero per i Beni e le Attività Culturali, Istituto per il Libro; Fahrenheit, Radio 3 Rai; La pecora nera & altri sogni a cura di Andrea Valente e Ivan Giovannucci nell'ambito del progetto Girogirotondo cambia il mondo 2006, curato da Donatella Trotta con l'Associazione Culturale Ko_librì

### Vincitori 2006
- Miglior scrittore - Giusi Quarenghi
- Miglior illustratore - Vittoria Facchini
- Miglior traduttore - Giorgia Grilli
- Menzione speciale - Orietta Fatucci, Amministratore Edizioni EL
- Miglior libro 0-6 anni - La notte di Wolf Erlbruch
- Miglior libro 6-9 anni - L'Africa, piccolo Chaka... di Marie Sellier
- Miglior libro 9-12 anni - Come sono diventato scrittore e mio fratello ha imparato a guidare di Janet Taylor Lisle
- Miglior libro oltre i 12 anni - Il mondo nei tuoi occhi di Loredana Frescura e Marco Tomatis
- Miglior albo illustrato - Principesse di Philippe Lechermeier
- Miglior libro di divulgazione - L'universo di Margherita di Simona Cerrato e Margherita Hack
- Miglior libro fatto ad arte - Hai mai visto Mondrian? di Alessandro Sanna
- Miglior libro "Mai premiato" - Barbapapà di Annette Tison & Talus Taylor
- Premio speciale della giuria - Bisognerà di Thierry Lenain
- Miglior collana di narrativa - Collana Il gatto nero Feltrinelli Kids
- Miglior collana di divulgazione - Collana Homo Artifex Motta Junior
- Premio al progetto editoriale - Gli albi illustrati di Gallucci Editore

### Vincitori 2005
- Miglior autore - Anna Lavatelli
- Miglior illustratore - Gianni De Conno
- Menzione speciale - Nicoletta Codignola, editore Fatatrac
- Miglior libro 0-6 anni - La guerra delle campane di Gianni Rodari
- Miglior libro 6-9 anni - La portinaia Apollonia di Lia Levi
- Miglior libro 9-12 anni - La stagione delle conserve di Polly Horvath
- Miglior libro oltre i 12 anni - Ho sognato la cioccolata per anni di Trudi Birger
- Miglior albo illustrato - Notte di luna di Fabio De Poli con testo di Andrea Rauch
- Miglior libro di divulgazione - La cacca. Storia naturale dell'innominabile di Nicola Davies
- Miglior libro fatto ad arte - ... e un Punto Rosso di David A. Carter
- Miglior libro "Mai premiato" - Gli uccelli notturni di Tormod Haugen
- Miglior collana - Le Grandi Fiabe Fabbri Editori
- Personaggio dell'anno - La Pimpa di Altan
- Protagonisti della promozione della cultura e della lettura - Libreria Oompa Loompa, Bisceglie

### Vincitori 2004
- Miglior scrittore - Beatrice Masini
- Miglior illustratore - Octavia Monaco
- Miglior libro 0/6 anni - Rinoceronte di Lucia Scuderi, Bohem Press Italia
- Miglior libro 6/9 anni - Eloise fa il bagno di Kay Thompson, illustrazioni di Hilary Knight, Piemme
- Miglior libro 9/12 anni - L'ultimo elfo di Silvana De Mari, ill. di Gianni De Conno, Salani
- Miglior libro oltre i 12 anni - Hoot di Carl Hiaasen, Mondadori
- Miglior libro di divulgazione - Quando non c'era la televisione di Yvan Pommaux, Babalibri editore.
- Miglior libro "fatto ad arte – Una Tigre!? su un albero? di Anushka Ravishankar e Pulak Biswas
- Miglior albo illustrato - I lupi nei muri di Neil Gaiman, illustrazioni di Dave McKean, Mondadori
- Miglior libro mai premiato - Flicts di Ziraldo, Editori Riuniti
- Miglior collana di narrativa - I libri che accendono, Buena Vista
- Miglior collana di divulgazione - Ah, saperlo – Lapis
- Miglior progetto editoriale – Orecchio Acerbo, per la produzione.
- Menzione speciale della giuria – Manuale di piccolo circo di Claudio Madia, illustrazioni di AnnaLaura Cantone, Feltrinelli Kids
- Menzione speciale – Gabriella Armando

### Vincitori 2003
- Miglior autore - Angela Nanetti
- Miglior illustratore - Giovanni Manna
- Menzione speciale - Bocca cucita di Gigi Bigot e Pépito Mateo
- Miglior libro 0-6 anni - Una sposa buffa buffissima bellissima di Beatrice Masini e AnnaLaura Cantone
- Miglior libro 6-9 anni - I tenacissimi sgrinfi di Frip di George Saunders
- Miglior libro 9-12 anni - Io e Sara, Roma 1944 di Teresa Buongiorno
- Miglior libro oltre i 12 anni - Corri ragazzo, corri di Uri Orlev
- Miglior albo illustrato - L'ultima spiaggia di Roberto Innocenti con testo di J. Patrick Lewis
- Miglior libro di divulgazione - Se il mondo fosse un villaggio di David J. Smith
- Miglior libro fatto ad arte - Abbecedario da un'idea di Giorgio Scaramuzzino
- Miglior libro "Mai premiato" - Alì Babà e i quaranta ladroni di Lele Luzzati
- Miglior collana di divulgazione - Storie sconfinate di Carthusia editore.
- Miglior collana fatta ad arte - Giramondo della Bohem Press Italia
- Miglior collana di narrativa - Collana Junior Bestseller della Mondadori
- Menzione speciale alla carriera - Beatrice Solinas Donghi

### Vincitori 2002
- Miglior autore - Tomi Ungerer
- Miglior illustratore - Pia Valentinis
- Menzione speciale - Collana Jam delle Edizioni San Paolo
- Miglior traduttore - Beatrice Masini
- Miglior libro 0-6 anni - Olivia di Jan Falconer
- Miglior libro 6-9 anni - Il Gobba dei randagi di Arianna Papini
- Miglior libro 9-12 anni - Sotto il burqa. Avere 11 anni a Kabul di Deborah Ellis
- Miglior libro oltre i 12 anni - Vietato rubare le stelle di Gaye Hiçyilmaz
- Miglior albo illustrato - Il gatto con gli stivali di Charles Perrault, illustrato da Eric Battut
- Miglior libro di divulgazione - La rivoluzione industriale. 1800-1850 di Pier Paolo Poggio e Carlo Simoni
- Miglior libro fatto ad arte - Little Lit di Fiaba in Fiaba di Art Spiegelman e Françoise Mouly
- Miglior libro "Mai premiato" - Cion Cion Blu di Pinin Carpi (vincitore del Super Premio Andersen 2002)
- Miglior opera multimediale - Experimenta di Les Petit Debrouillards
- Miglior collana di divulgazione - Brutte Storie di Terry Deary della Salani
- Miglior collana di narrativa - Il tesoro delle Edizioni EL
- Personaggio dell'anno - Martin Mystère e di Alfredo Castelli e Sergio Bonelli

### Vincitori 2001
- Miglior autore - Jerry Spinelli
- Miglior illustratore - Nicoletta Ceccoli
- Menzione speciale - Grazia Nidasio; Massimo Missiroli
- Miglior libro 0-6 anni - L'arte tra le mani di Paolo Marabotto
- Miglior libro 6-9 anni - Le avventure di Curious George di H.A. Rey
- Miglior libro 9-12 anni - Tornatrás di Bianca Pitzorno
- Miglior libro oltre i 12 anni - Cartoline dalla terra di nessuno di Aidan Chambers
- Miglior albo illustrato - Cenerentola di Charles Perrault, illustrato da Roberto Innocenti
- Miglior libro di divulgazione - Pollicino verde di Emanuela Bussolati e Giulia Orecchia
- Miglior libro "Mai premiato" - Piccolo blu e piccolo giallo di Leo Lionni (vincitore del Super Premio Andersen 2001)
- Miglior opera multimediale - Sogni d'Oliver Giuseppe D'Arpino e Lorenzo Dell'Uva, III di Francesco Fagnani
- Miglior collana di divulgazione - L'arte tra le mani delle Edizioni Lapis
- Miglior collana di narrativa - I fuori collana della Salani
- Personaggio dell'anno - Geronimo Stilton, Edizioni Piemme

### Vincitori 1996
- Miglior autore - Robert Westall